# Saint-Laurent-la-Roche
Saint-Laurent-la-Roche is een plaats en voormalige gemeente in het Franse departement Jura in de regio Bourgogne-Franche-Comté en telt 276 inwoners (1999). De plaats maakt deel uit van het arrondissement Lons-le-Saunier.

## Geschiedenis
Op 1 januari 2016 fuseerde de gemeente met Arthenas, Essia en Varessia tot de commune nouvelle La Chailleuse.

## Geografie
De oppervlakte van Saint-Laurent-la-Roche bedraagt 11,3 km², de bevolkingsdichtheid is 24,4 inwoners per km².
De onderstaande kaart toont de ligging van Saint-Laurent-la-Roche met de belangrijkste infrastructuur en aangrenzende gemeenten.

## Demografie
Onderstaande figuur toont het verloop van het inwonertal.
Arthenas · Essia · Saint-Laurent-la-Roche · Varessia